# الإثبات بالتأكيد
الإثبات بالتأكيد، ويشار إليه أحياناً بشكل غير رسمي على أنّه إثبات عن طريق التأكيد المتكرر؛ هو مغالطة غير رسمية يتم فيها تكرار المقترح بشكل متواصل بغضّ النظر عن التناقض. في بعض الأحيان يتمّ تكرار هذا المقترح حتّى يتم استنزاف التحديات المواجهة لهذا المقترح، وعندها يتم تأكيد المقترح بسبب غياب التناقضات –نتيجة استنزاف التحديات-. في حالات أخرى، قد يتم الاستشهاد بالتكرار كدليل على صحّة القول، كالتوسل بالمرجعية أو التوسل بالأكثرية.
يتم استخدام هذه المغالطة في بعض الأحيان كشكل من أشكال الخطاب من قبل بعض السياسيين، أو أثناء المناظرات كنوع من المماطلة السياسية. من الممكن أن تكون وسيلة من وسائل غسل الدماغ في حال تم استعمال الصيغة المتطرفة منها. تحتوي السياسة الحديثة على العديد من الأمثلة على الإثبات بالتأكيد؛ كما يمكن ملاحظة هذه الممارسة عند استعمال الشعارات السياسية، وتوزيع "نقاط الحوار"، وهي عبارة عن مجموعات من العبارات القصيرة التي يتم إصدارها لأعضاء الأحزاب السياسية الحديثة لكي يقرؤوها من أجل تحقيق أكبر قدر ممكن من التكرار لهذه الرسائل. تستخدم هذه التقنية أيضاً في بعض الأحيان في الإعلانات.